# Titanium
Titanium of titaan is een scheikundig element met symbool Ti en atoomnummer 22. Het is een grijs metallisch overgangsmetaal, het behoort met zirkonium (Zr), hafnium (Hf) en rutherfordium (Rf) tot de titaangroep.

## Ontdekking
In 1791 ontdekte William Gregor een nog onbekend element in het mineraal ilmeniet. In 1795 herontdekte Martin Heinrich Klaproth het element, ditmaal in rutielerts en hij noemde het titanium naar de titanen uit de Griekse mythologie. Doordat het metaal bij hoge temperaturen makkelijk reageert met zuurstof en koolstof, is het moeilijk zuiver titanium te produceren. In 1922 lukte het Anton Eduard van Arkel zuiver metallisch titaan te bereiden (jodideproces of Van Arkel-de Boerproces).

## Toepassingen

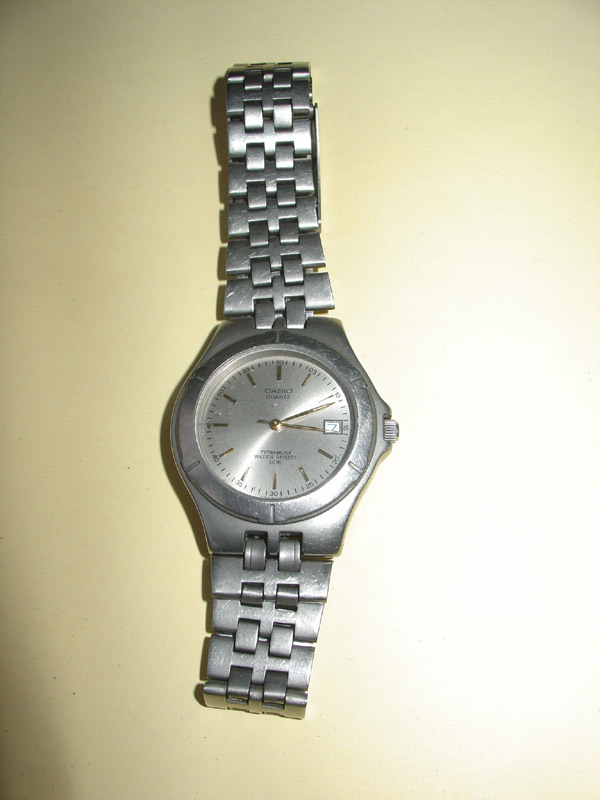
Horloge met titanium kast

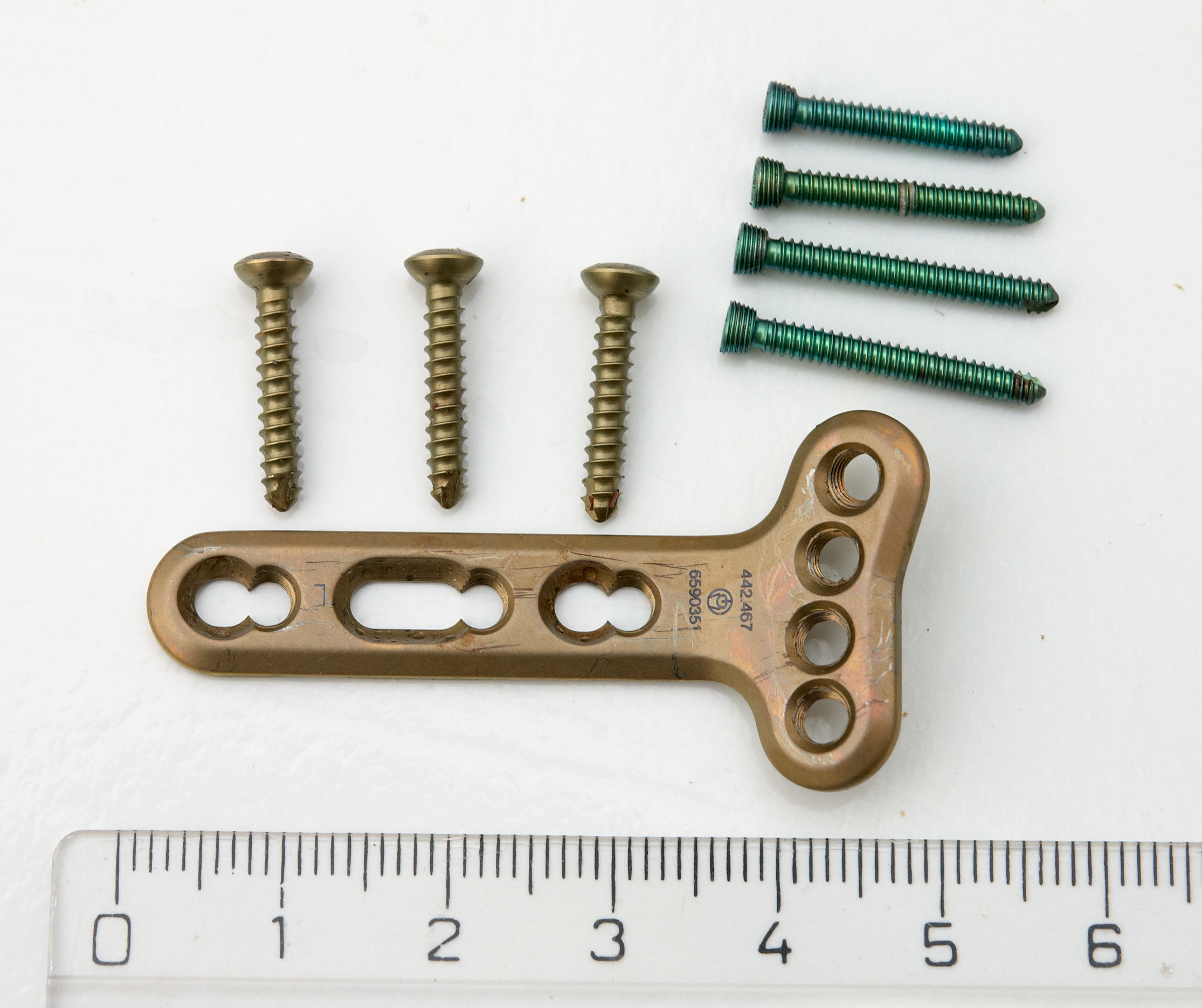
Titaniumplaatje gebruikt voor fixatie bij een polsbreuk

- Omdat het metaal sterk, licht en erg corrosiebestendig is, en bovendien bestand tegen extreme temperatuurschommelingen, worden titaniumlegeringen veel toegepast bij de constructie van vliegtuigen en raketten. Daarnaast wordt titanium veel voor sieraden gebruikt. Voornamelijk omdat het sterk, anti-allergeen en goed bewerkbaar is.
- Titanium wordt hoofdzakelijk (ongeveer 95%) gebruikt in de vorm van titaniumdioxide (TiO2); een intens wit pigment (titaanwit) in verf, papier, kauwgom en kunststoffen. Verf met titaniumdioxide reflecteert infrarood licht zeer goed, waardoor het veel wordt gebruikt in de astronomie.
- Als legering in fietsen, golfclubs, brilmonturen, laptopbehuizingen en horlogekasten en -banden en huissleutels vanwege de kleine massadichtheid.
- Als materiaal voor prothesen, bijvoorbeeld voor een heupimplantaat, omdat het biologisch inert is: het menselijk lichaam stoot dit niet af en het is niet giftig.
- In scheepsschroeven vanwege de goede bestendigheid tegen zeewater.
- In een platenwarmtewisselaar, bijvoorbeeld wanneer deze wordt toegepast om te koelen door middel van zeewater.
- Titaantetrachloride (TiCl4, een kleurloze vloeistof) wordt gebruikt voor de productie van titaan volgens het chlorideprocedé. Daarbij verhit men TiO2, gemengd met grafiet, in een oven in een stroom chloor. Na afkoeling condenseert het titaantetrachloride. Dat kan, bijvoorbeeld door natrium, gereduceerd worden tot titaan. Titaantetrachloride is, in tegenstelling tot het dioxide, een uiterst gevaarlijke stof; het veroorzaakt een dichte nevel als het in aanraking komt met vocht uit de lucht.

TiCl4 is een essentieel onderdeel van Ziegler-Natta-katalysatoren.
- Titaandioxide, in nevelvorm, wordt nu ook gebruikt als bedekkende laag op de oppervlakte van gebouwen of als ingrediënt in plastieken, stoffen en keramische tegels. Op deze wijze gebruikt doet het dienst als katalysator om de verontreinigende stoffen van voertuiguitlaten te ontbinden en 'op te eten'. Deze techniek maakt ook de muren schoon en zuivert de lucht ten voordele van de astmapatiënten.
- Als constructiemateriaal in ontziltingsinstallaties om zeewater via destillatie om te zetten in drinkwater vanwege de corrosiebestendigheid.

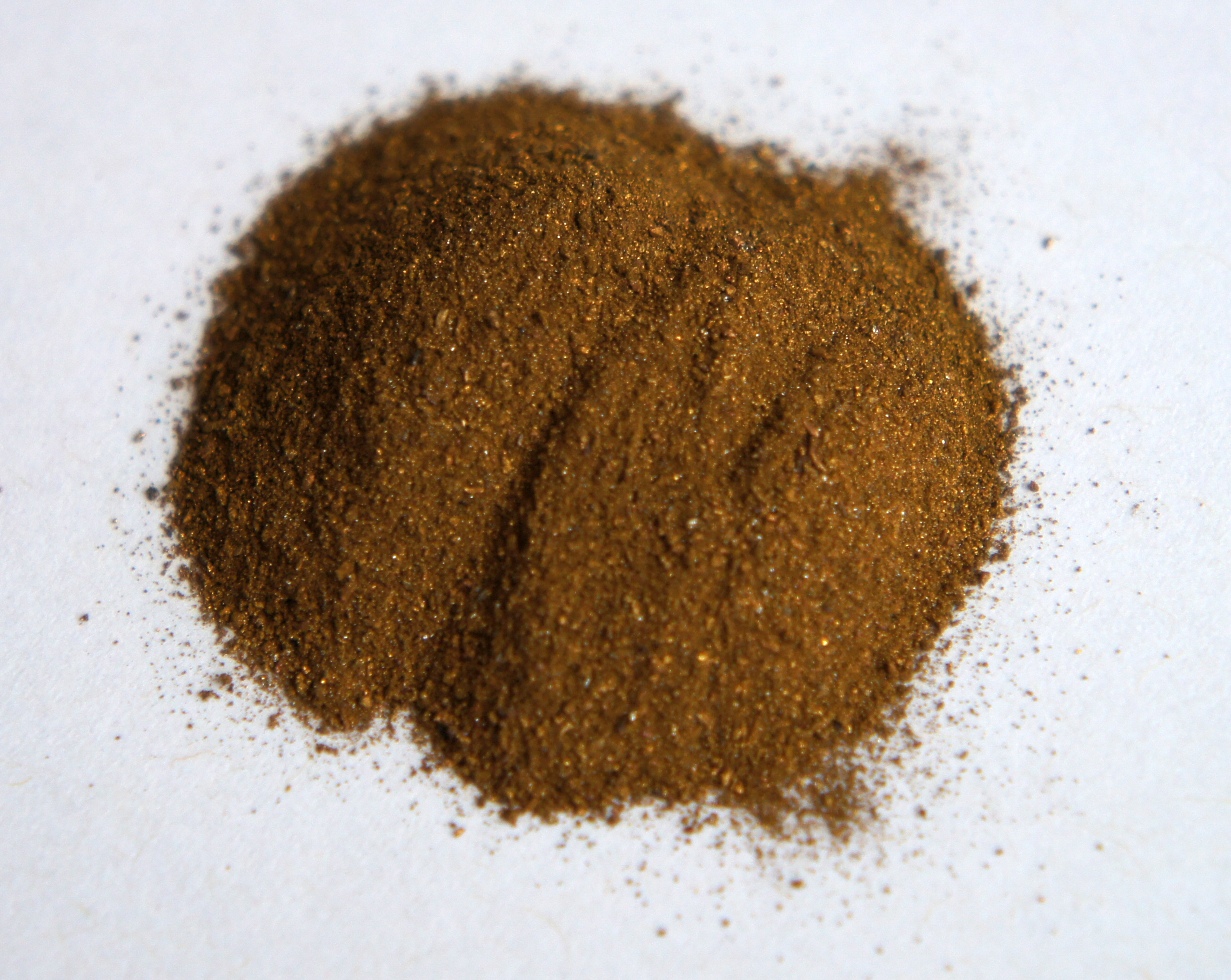
Titaniumnitride in poedervorm

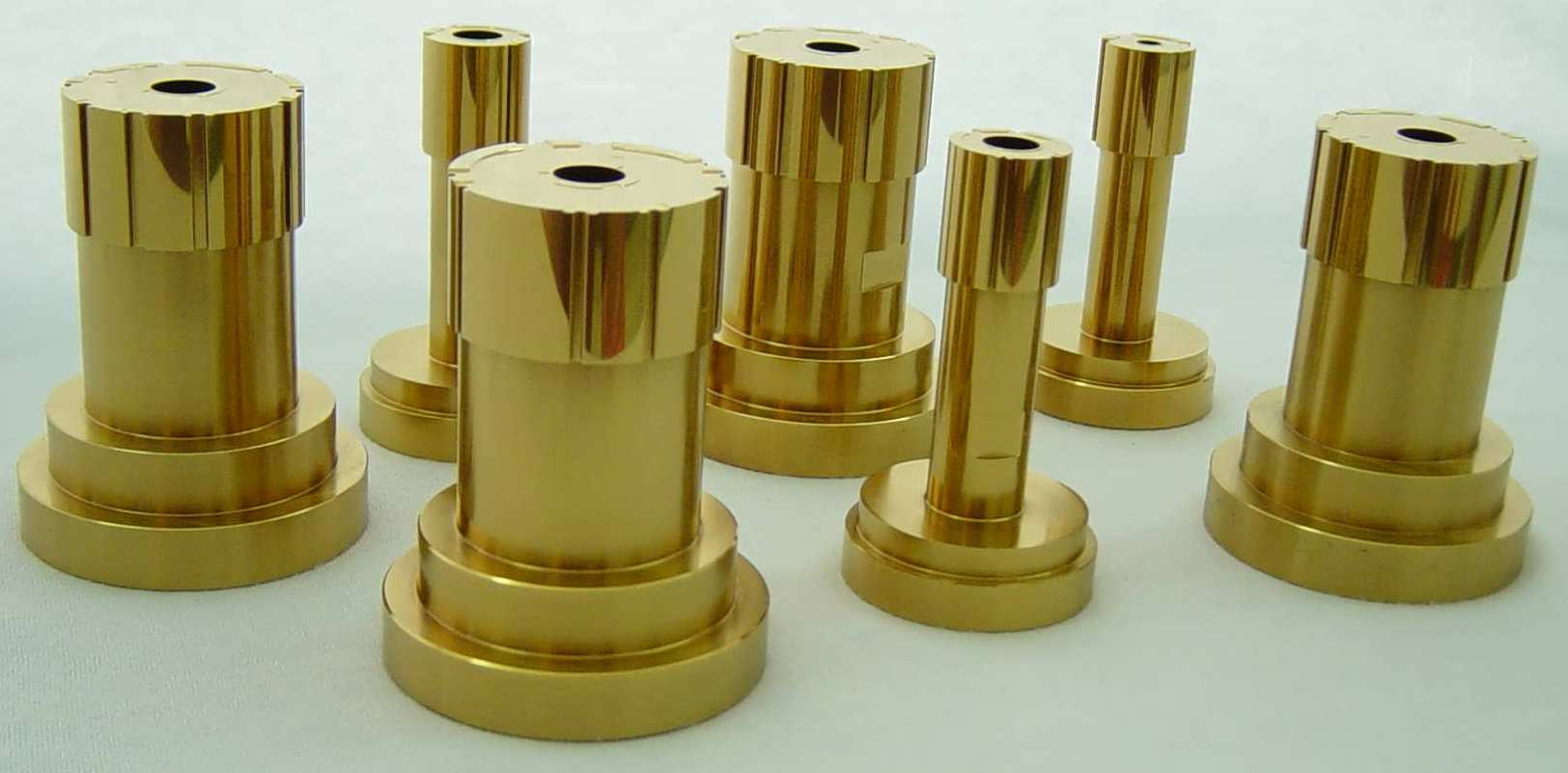
Met titaniumnitride (TiN) gegalvaniseerde onderdelen

- Titaniumnitride (TiN) is een extreem hard (Vickershardheid 1800–2100) keramisch materiaal, veel gebruikt als coating om de oppervlakte-eigenschappen te verbeteren van titaniumlegeringen en stalen en aluminium onderdelen. Onbewerkt is TiN een bruin poeder. TiN wordt aangebracht als een dunne laag van meestal minder dan 5 µm en wordt gebruikt voor het beschermen van snij- en glijoppervlakken, of - vanwege het goudkleurige uiterlijk - voor decoratieve doeleinden en als een niet-toxische buitenlaag voor medische implantaten.
- Titaniumcarbide (TiC) is een extreem hard (Mohshardheid 9-9.5) vuurvast keramisch materiaal, vergelijkbaar met wolfraamcarbide. Onbewerkt is TiC een zwart poeder. TiC wordt gebruikt in cermets[1], die gebruikt worden om met hoge snijsnelheid staal te bewerken. TiC wordt ook gebruikt als een slijtvaste coating op metalen voorwerpen zoals bv. gereedschappen en als hitteschild voor ruimtevaartuigen.

## Opmerkelijke eigenschappen

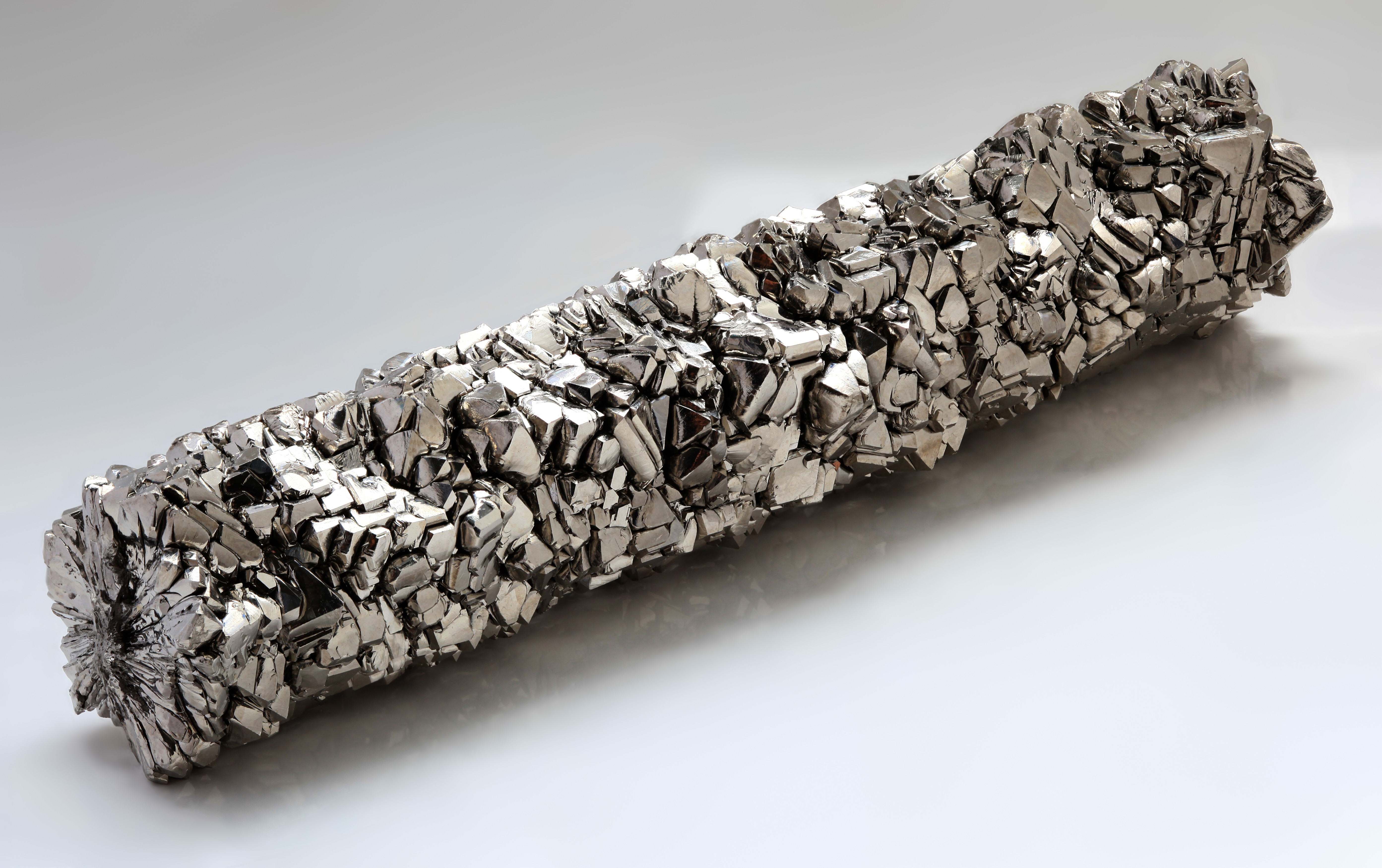
Titaan "crystal bar"

Titaan staat bekend om de goede corrosiebestendige eigenschappen (bijna net zo resistent als platina) omdat het bedekt wordt door een dun hard en inert laagje titaanoxide dat minstens enkele nanometers dik is. Titanium heeft een gunstige sterkte-massaverhouding. Titaan is net zo sterk als staal, maar heeft slechts 60% van de dichtheid. Zoals meer metalen is titaan brandbaar in zuurstof, maar het is het enige metaal dat brandt in een atmosfeer van zuivere stikstof.

## Verschijning

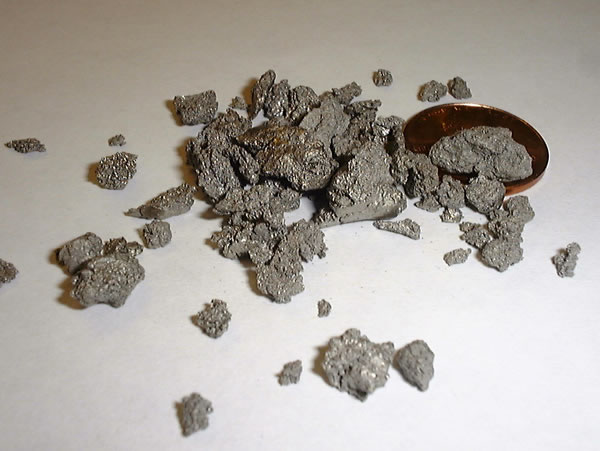
Titanium

Titaan komt op aarde in ruime mate voor in mineralen. Het vormt 0,6% van de massa van de aardkorst en is daarmee 9e op de ranglijst van meest voorkomende elementen na O, Si, Al, Fe, Mg, Ca, Na en K. De bekendste titaanhoudende mineralen zijn ilmeniet en rutiel. Belangrijke vindplaatsen van titaanerts bevinden zich in Australië, Zuid-Afrika, Scandinavië, Noord-Amerika en Maleisië.
In meteorieten worden soms hoge concentraties titaan gemeten. Stenen die Apollo 17 van de Maan terugbracht bestonden voor 12,1% uit titaandioxide. In lage concentraties komt titanium ook voor in steenkool, planten en dieren.
Op commerciële schaal wordt titaan tegenwoordig verkregen door TiCl4 te reduceren met magnesium, een ingewikkeld en kostbaar proces dat in 1946 door William Justin Kroll is ontwikkeld. Een andere techniek die sinds het einde van de twintigste eeuw in opkomst is, is de "FFC-Cambridge"-techniek waarbij titaandioxide wordt gebruikt.

## Isotopen
| Stabielste isotopen | Stabielste isotopen | Stabielste isotopen      | Stabielste isotopen      | Stabielste isotopen      | Stabielste isotopen      |
| Iso                 | RA (%)              | Halveringstijd           | VV                       | VE (MeV)                 | VP                       |
| ------------------- | ------------------- | ------------------------ | ------------------------ | ------------------------ | ------------------------ |
| 44Ti                | syn                 | 49 j                     | β+                       | 3,924                    | 44Sc                     |
| 46Ti                | 8,25                | stabiel met 24 neutronen | stabiel met 24 neutronen | stabiel met 24 neutronen | stabiel met 24 neutronen |
| 47Ti                | 7,44                | stabiel met 25 neutronen | stabiel met 25 neutronen | stabiel met 25 neutronen | stabiel met 25 neutronen |
| 48Ti                | 73,72               | stabiel met 26 neutronen | stabiel met 26 neutronen | stabiel met 26 neutronen | stabiel met 26 neutronen |
| 49Ti                | 5,41                | stabiel met 27 neutronen | stabiel met 27 neutronen | stabiel met 27 neutronen | stabiel met 27 neutronen |
| 50Ti                | 5,18                | stabiel met 28 neutronen | stabiel met 28 neutronen | stabiel met 28 neutronen | stabiel met 28 neutronen |

In de natuur komen vijf stabiele isotopen van titaan voor waarvan 48Ti het meest. Daarnaast is er een aantal radioactieve isotopen bekend met halveringstijden variërend van 63 jaar tot enkele seconden.

## Toxicologie en veiligheid
In poedervorm is titaan brandbaar. Daarentegen gedraagt het materiaal zich in het menselijk lichaam inert; de titaandeeltjes die afslijten van een eventueel implantaat, reageren niet met het weefsel in het lichaam.
Objecten van titaan worden, evenals die van aluminium, tegen corrosie beschermd door een natuurlijke, afsluitende oxidelaag. Zeer belangrijk is de bestendigheid van deze laag tegen chloride-ionen. Daardoor is het metaal bestendig tegen zeewater en vormt het een alternatief voor roestvast staal in een chloridebevattend milieu. Ook is titaan zeer geschikt voor piercingsieraden.

## Geplatineerd titanium
De oxidelaag op een titaanelektrode in water gedraagt zich als een selectieve geleider. Een kathode van titaan laat een elektrische stroom gemakkelijk door, maar een anode van titaan heeft een veel hogere potentiaalgradiënt in het oxide nodig om dezelfde stroom door te laten. Als men echter titaan platineert door met een kathodisch proces platina op en in het oxide af te scheiden wordt het oxide ook in anodische richting doorlaatbaar voor stroom. Dit systeem wordt veelvuldig toegepast als anodemateriaal bij elektrolyses, bij galvanische processen en bij kathodische bescherming in een chloridebevattende omgeving.